# 6e arrondissement (Lyon)

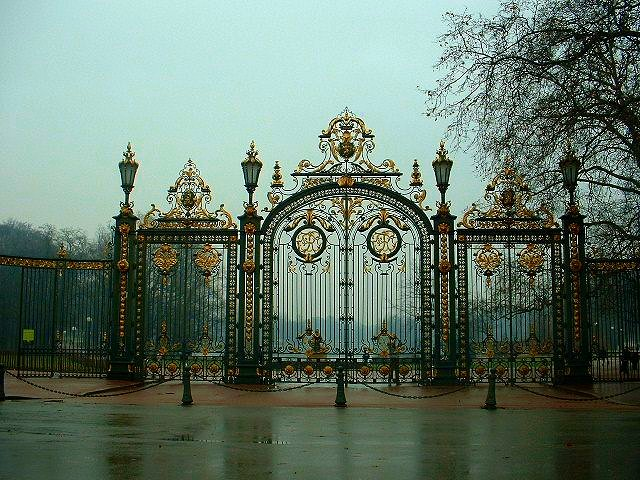
Toegangspoort van het Parc de la Tête d'Or

Het 6e arrondissement is een van de negen arrondissementen van de Franse stad Lyon. Het arrondissement ligt in het noordoosten van de stad, in een bocht van de rivier de Rhône, en wordt in het zuiden begrensd door het 3e arrondissement en in het oosten door Villeurbanne. Het arrondissement heeft een oppervlakte van 377 hectare en heeft 49.965 inwoners. Het arrondissement bestaat bijna in zijn geheel uit de wijk Brotteaux. 
Het arrondissement bestaat sinds 17 juli 1867 en is een afsplitsing van het 3e arrondissement, maar de bebouwing van dit gebied is begonnen in 1772. Naar een ontwerp van Jean-Antoine Morand is de wijk ingevuld met een schaakbordpatroon, wat tegenwoordig nog steeds het bepalende kenmerk is en wat de wijk onderscheidt van de rest van de stad. Het zesde arrondissement is het welvarendste deel van Lyon. Er liggen veel brede lommerrijke boulevards en avenues met statige panden. In het noorden van ligt het Parc de la Tête d'Or. De cité internationale is een recent nieuwbouwproject aan de noordrand van het park, op de Rhône-oever, ontworpen door de architect Renzo Piano, dat een bepaalde internationale bekendheid geniet. 